# Phantom Tank
Phantom Tank es un videojuego publicado en 1983 por la empresa taiwanesa Bit Corporation para el Atari 2600.

## Descripción
El jugador controla un tanque amarillo que debe proteger su cuartel de los "tanques fantasmas" (término utilizado por el fabricante para ocultar que la razón del parpadeo de los tanques enemigos era el limitado hardware de la consola de Atari). Son tres niveles en total, y para pasar al siguiente es necesario acabar con 20 tanques. Para eliminarlos el jugador cuenta con un cañón idéntico al de los otros tanques, aunque también es posible actuar como un kamikaze y estrellarse contra un tanque enemigo. Al hacer esto, el jugador pierde uno de los cinco tanques que posee en reserva, pero a cambio gana 200 puntos (en lugar de los 100 que se obtienen por acabar con un enemigo con el cañón). Si un tanque enemigo dispara contra el cuartel del jugador, éste pierde el juego sin importar los tanques que tenga en reserva.
Una vez que los tres niveles sean completados, el juego comienza de nuevo con una dificultad mayor.

## Versiones
El juego fue licenciado por Bit a la compañía brasileña CCE (que lo editó con su nombre original), a la estadounidense Zimag (que lo editó con el nombre Tanks But No Tanks) y a la italiana Fujistyle (Carri Armati Fantasma). Además, Bit sacó el juego con un nombre alternativo: Phantom-Panzer, mientras que una subsidaria de la empresa, Puzzy, hizo exactamente lo mismo. Estas versiones son idénticas al original, con excepción de la nota de copyright que aparece en la pantalla. Por último, Panda Computer Games publicó una versión con gráficos modificados llamada Tank Brigade.